# Alpenschrecke
Die Alpenschrecke (Anonconotus alpinus) ist eine Langfühlerschrecke aus der Überfamilie der Laubheuschrecken (Tettigonioidea). Sie ist Endemit der Alpen. Während früher eine Verbreitung fast über den gesamten Alpenbogen angenommen wurde, gilt sie heute, nach Abspaltung einiger sehr ähnlicher Arten, als verbreitet in den zentralen Westalpen, fast ausschließlich in der Schweiz.

## Merkmale
Das Weibchen erreicht eine Körperlänge von 18 bis 23 Millimetern, das Männchen wird zwischen 16 und 21 Millimeter lang. Der leicht nach oben gebogenen Legebohrer der Weibchen wird weitere 11 bis 16 Millimeter lang und ist grünlich oder rötlich, zur Spitze hin dunkler gefärbt. Beide Geschlechter unterscheiden sich in der Färbung nur geringfügig. Ihr Körper hat eine sehr variable Grundfärbung, die von einem kräftigen grün bis olivgrün und grau- bis rotbraun reicht. Meistens sind die Tiere mit unscharf begrenzten, schwarzen Bereichen auf dem Kopf, den Seiten des Halsschildes und dem Hinterleib versehen, die zusammen eine Längsbinde bilden, die sich jedoch an den Seiten des Hinterleibs zu einzelnen Flecken auflösen. Gelegentlich treten auch einheitlich gefärbte Individuen auf. Der untere Kopfbereich ist wie der Bauch hellgrau bis beige, die Oberseiten von Kopf und Halsschild sind hauptsächlich grün, die Halsschildlappen sind am Unteren Rand hellgelb gesäumt. Die hellbraunen Fühler sind nur etwa so lang wie der Körper und zur Spitze hin verdunkelt. Die Facettenaugen sind schwarz. Der Halsschild ist nach hinten verlängert und oberseits porig. Der Hinterleib ist kurz und gedrungen. Die hellgelben Flügel sind zu sehr kurzen Stummeln zurückgebildet und beim Männchen 1,5 bis 3, beim Weibchen 0,5 bis 1 Millimeter lang. Die beiden Paare sind bei den Weibchen sichtlich getrennt, bei den Männchen überlappen sie und sind auf der Vorderseite, welche durch den Halsschild in der Regel überdeckt ist, braun gefärbt. Die rosa oder hellbraun gefärbten Beine sind verhältnismäßig kurz und kräftig gebaut. Die Knie sind schwarz. Die Cerci der Männchen sind nach innen gekrümmt und laufen zu einem kurzen Dorn zu.
Die so beschriebenen Tiere können einer Reihe ähnlicher, nahe verwandter Arten der Gattung Anonconotus angehören. Anonconotus alpinus im engeren Sinne ist von den meisten davon verlässlich nur im männlichen Geschlecht unterscheidbar. Wichtigstes Merkmal ist die Gestalt der Titillatoren. Diese sind bewegliche, hakenförmige Anhänge seitlich des Aedeagus, die bei der Kopulation als Klammerorgane dienen. Eine Bestimmung nach Fotos oder Feldmerkmalen ist nicht verlässlich, hier werden die Tiere meist nur anhand des Fundorts einer der Arten zugewiesen. Bei der Art sind die Titillatoren im Spitzenteil recht dünn und spärlich bedornt. Im basalen Teil fehlen Dornen. Basaler und apikaler Teil schließen in stumpfem Winkel aneinander an.

## Vorkommen
Die Alpenschrecke kommt nur in den Alpen vor. Nachdem die Vorkommen in den Ostalpen als eigene Art Anonconotus italoaustriacus abgetrennt worden sind, werden nur noch die Vorkommen in den zentralen Westalpen dieser Art zugeordnet.
Probleme bereitete dabei lange Zeit ein altes Sammlungsexemplar, gefunden 1921 am Schlern in den Südtiroler Dolomiten, dass von Adolf Nadig, dem Erstbeschreiber von Anonconotus italoaustriacus (noch im Unterartsrang), A.alpinus zugeordnet worden war. Inzwischen erscheint klar, dass am Schlern Anonconotus alpinus nicht vorkommt. Damit ist das östlichste bekannte Vorkommen der Art ein völlig isolierter Vorposten am Arlberg bei St. Anton, das durch eine große Verbreitungslücke von allen anderen abgeschieden ist. Alle anderen bekanntgewordenen Funde von Alpenschrecken in Österreich gehören zu Anonconotus italoaustriacus. In der Schweiz liegen die nächstgelegenen Vorkommen in den Berner Alpen.
Auch aus den französischen Alpen liegen keine gesicherten Funde dieser Art mehr vor. Alle alten Angaben wurden inzwischen anderen Arten zugewiesen, es gibt aber in den Savoyer Alpen Tiere mit intermediärer Morphologie, deren Status derzeit ungeklärt ist. In den italienischen Alpen verbleibt ein einziger gesicherter Fundpunkt bei der Art, am Colle del Piccolo San Bernardo, also in Grenznähe im äußersten Nordwesten des Landes, wo sie 1950 in etwa 2400 Meter Höhe gefunden wurde. In den italienischen Westalpen sind inzwischen fünf andere Arten der Gattung bekannt.
Man findet sie in Höhen in alpinen und subalpinen Gebirgszonen zwischen 1800 und 2300 Metern, stellenweise aber auch um 1200 Meter Seehöhe, wie etwa in den Südwestalpen. Die Art besiedelt bevorzugt temperaturbegünstigte Alpenweiden und Zwergstrauchheiden mit lückiger Vegetation und Wacholderbewuchs auf steinigem Untergrund.

## Lebensweise
Die Imagines treten von Juli bis Oktober auf, das Maximum liegt dabei Ende August. Sie leben am Boden und sitzen meistens im niedrigen Gras oder auf Kies. Sie ernähren sich überwiegend herbivor, fressen aber auch Insekten. Die Larven schlüpfen erst nach zwei Überwinterungen und durchleben sieben Larvenstadien.

## Gesang
Ihr Gesang liegt zum Großen Teil im Ultraschallbereich und ist daher für Menschen fast nicht wahrnehmbar. Er besteht aus einem kurzen, etwa eine Sekunde langen, in unregelmäßigen Abständen gesungenen Schwirren. Bei der Paarung werden zudem „t-t-t-t-t“-Laute erzeugt.
Bei Arten der Gattung Anonconotus, darunter auch dieser Art, singen die Männchen nicht, um Weibchen anzulocken. Sie verfolgen das Weibchen, um es überraschend von hinten festzuhalten und sich mit den zangenartigen Cerci festzuklammern. Die Paarung dauert etwa 7 bis 9 Minuten.